# Arsenaal (Grave)
Het Arsenaal is een gebouwencomplex dat een overblijfsel is van de vestingwerken te Grave.
Het is gebouwd op de plaats waar sinds het einde van de 13e eeuw het Kasteel van Grave stond, waarin de heren van het Land van Cuijk gevestigd waren.

## Aanleg
Toen de vestingwerken door Menno van Coehoorn werden gemoderniseerd, werd dit kasteel gesloopt in het jaar 1688. De reden ervoor was onder andere dat het gebouw bij het beleg van 1674 zwaar beschadigd was. Slechts het poortgebouw bleef behouden. Dit werd eerst als kruitopslagplaats gebruikt en later verbouwd tot kapel. Nieuwe gebouwen werden opgericht en deze stammen voornamelijk uit het eind van de 17e eeuw.
Ter plaatse van het vroegere kasteel verscheen een kat, zijnde een aarden verhoging die de daaronder aangelegde kazematten moest beschermen.
Sinds in 1818 elders in Grave nog een Klein Arsenaal werd gebouwd, kreeg het reeds bestaande gebouw de naam: Groot Arsenaal.

## Niet-militair gebruik
Nadat de vestingwerken in 1876 werden gesloopt kreeg ook het Arsenaal een nieuwe bestemming. Van 1898-1973 was het een Rijkspsychiatrische inrichting. Vervolgens werd het van 1973-1993 als gevangenis gebruikt en daarna nog drie jaar als tijdelijke voorziening voor jeugdgevangenis "Hunerberg".
In 1996 werd het nu leegstaande complex aangekocht door de gemeente Grave en in 1998 werd het geklasseerd als rijksmonument. Het werd gekocht door Jan des Bouvrie, die het inrichtte als woonwinkel- en designcentrum. Dit was geen succes, en op 24 april 2006 sloot dit centrum en stond het Arsenaal opnieuw leeg. Vervolgens ontbrandde er een discussie of er winkels, appartementen, een zorghotel dan wel een medisch centrum in het complex zouden komen.
Vanaf april 2015 is het horecagedeelte van Het Arsenaal opnieuw opgestart met als doel het geheel te voorzien van een nieuwe bestemming. In augustus 2015 opende Het Arsenaal Drinken & Eten haar deuren. In de tussentijd heeft een deel van het Arsenaal dienst gedaan als IJssalon, Grand Café met terras en zalencentrum terwijl het kruithuis werd gebruikt als trouw- en feestlocatie. Overige ruimten werden vooral gebruikt voor allerlei evenementen zoals congressen. Sinds 2016 stond het alweer geruime tijd leeg nadat de horeca er ook geen bestendige voet aan de grond kreeg.

## Afbeeldingen

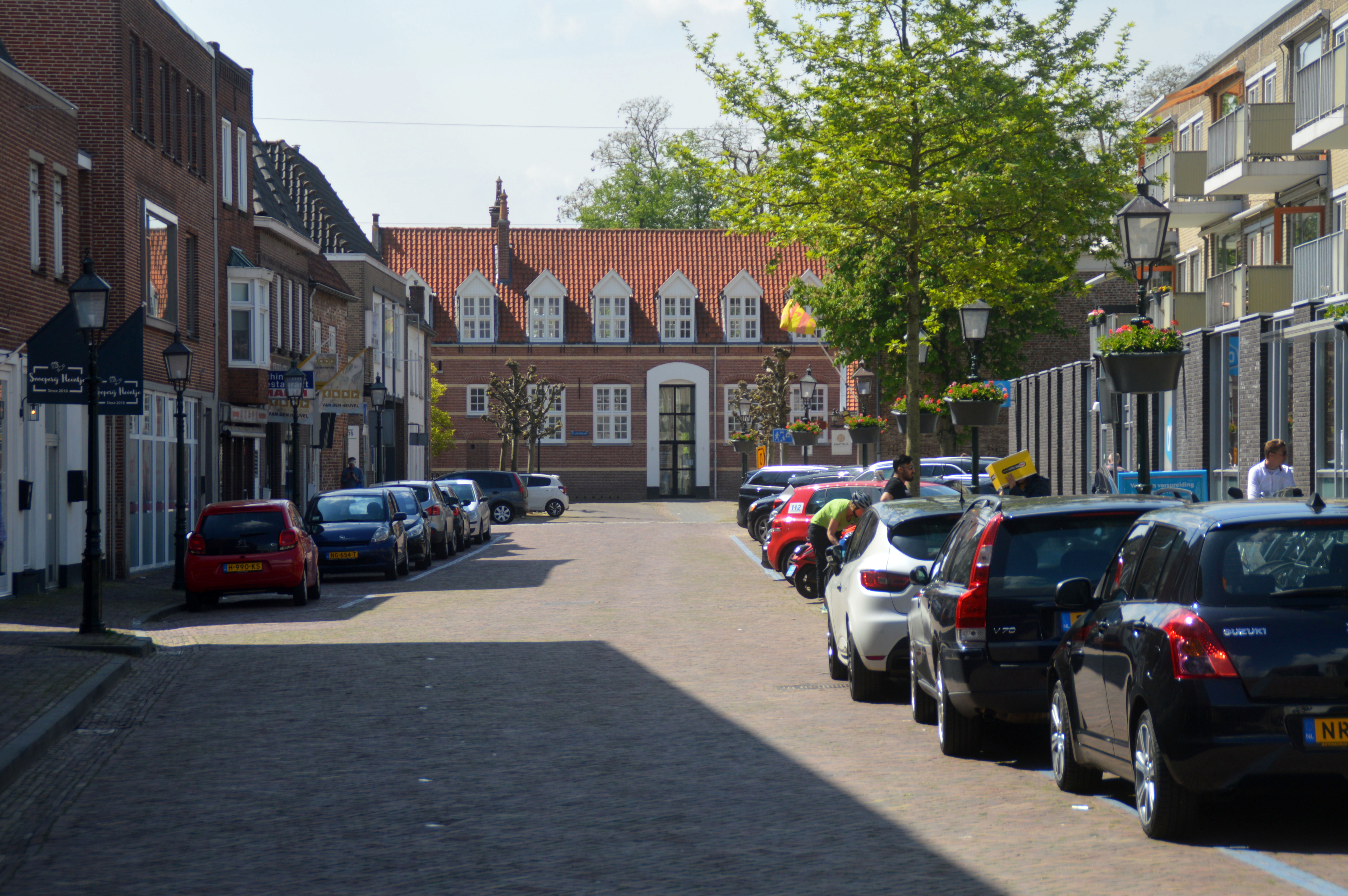
Arsenaal vanuit Poternen gezien.
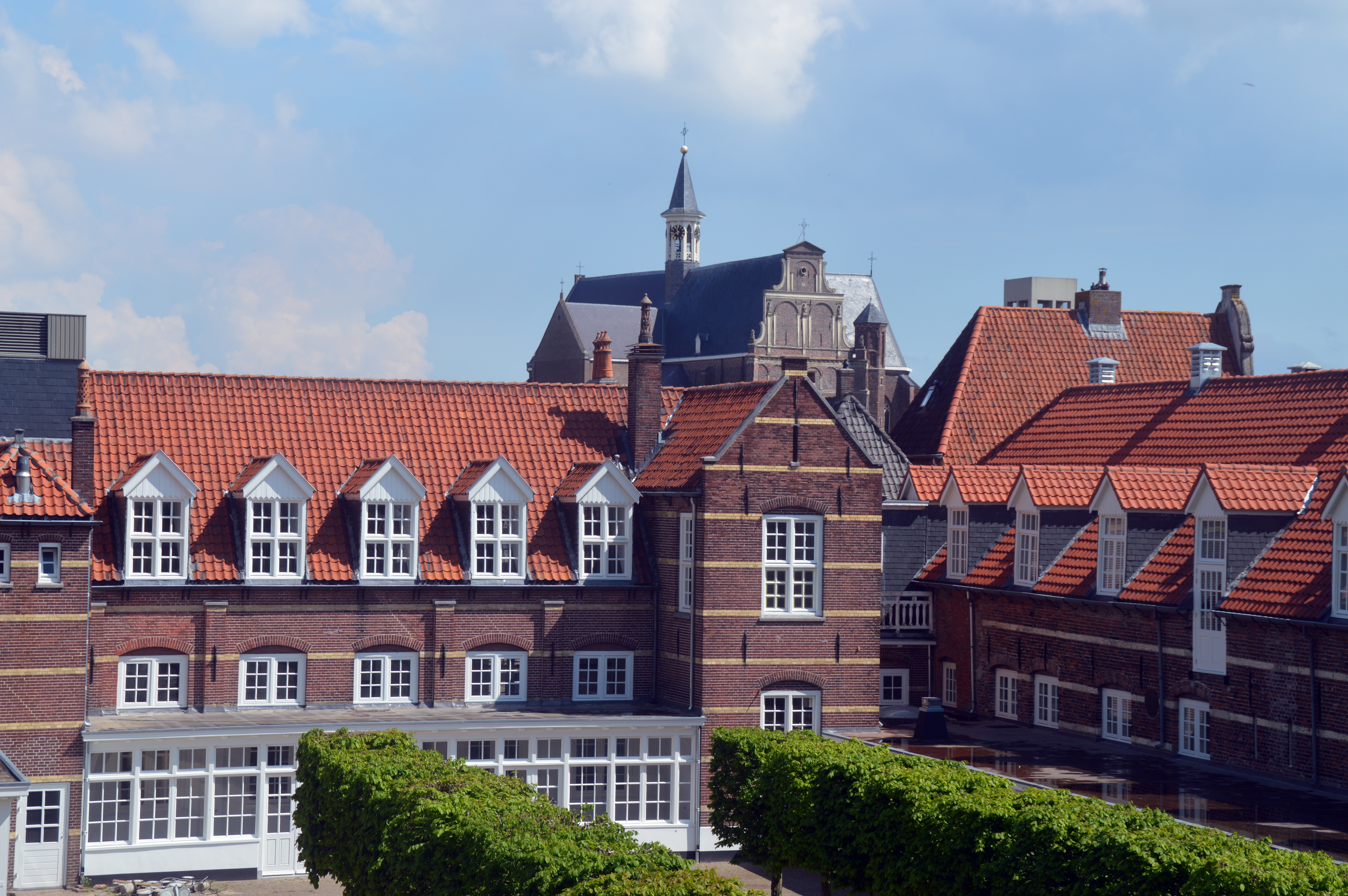
Arsenaal met op de achtergrond Sint-Elisabethkerk uit 1240
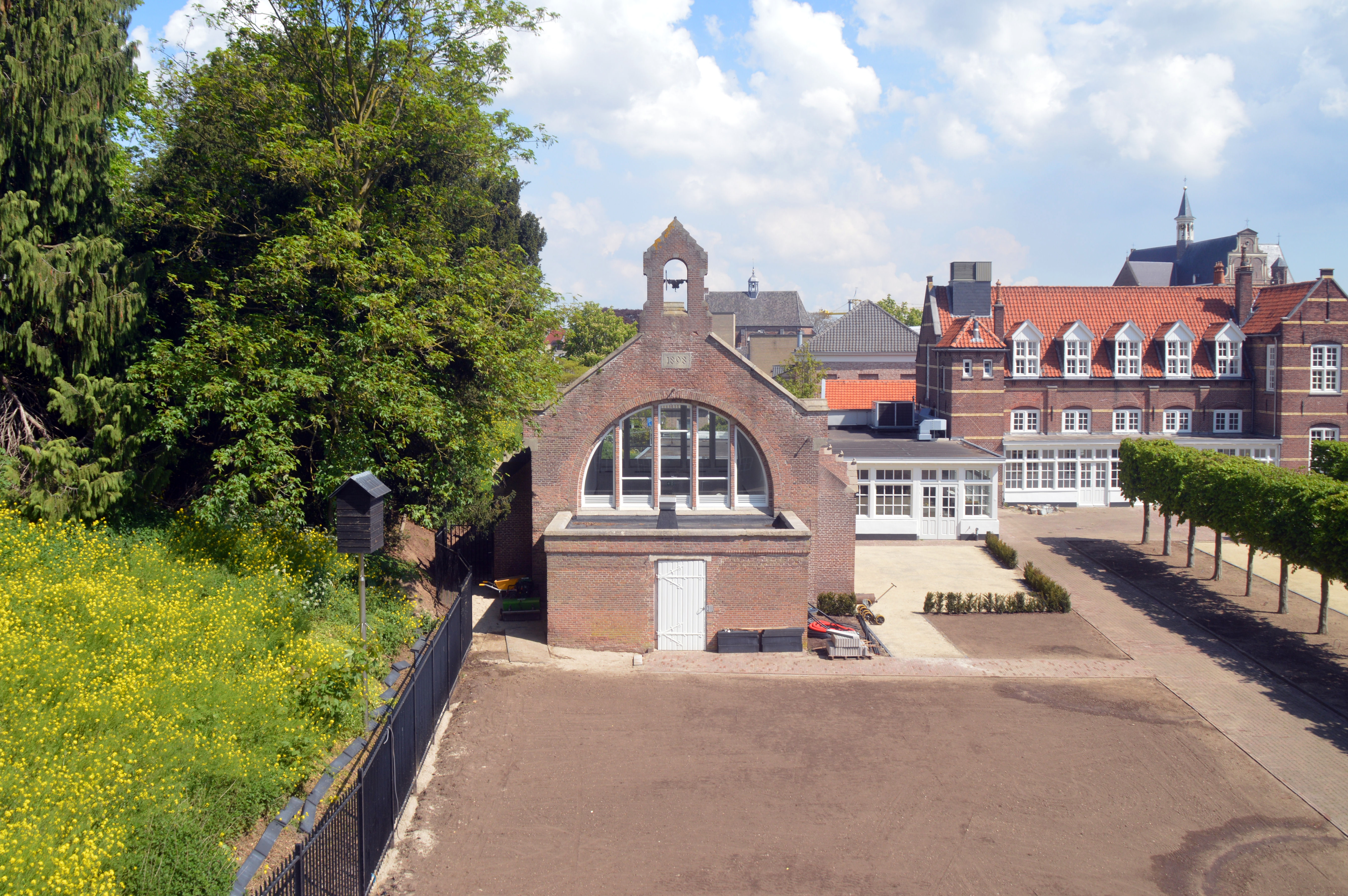
Kruithuis uit 1689. In 1898 tot kapel verbouwd.